# Alioides tuberculatus
Alioides tuberculatus är en insektsart som först beskrevs av Robert Malcolm Laing 1929.  Alioides tuberculatus ingår i släktet Alioides och familjen pansarsköldlöss. Inga underarter finns listade i Catalogue of Life.